# Hjalmar Rissén
Hjalmar Richard Andersson Rissén (i riksdagen kallad Rissén i Stockholm), född 7 februari 1876 i Frustuna församling i Södermanlands län, död 21 september 1947 i Maria Magdalena församling i Stockholm, var en svensk tullkassör och politiker (socialdemokrat).
Rissén var ledamot av riksdagens andra kammare 1909–1911, invald i Stockholms stads valkrets.